# Шейх
Шейх (араб.  شيخ  шайх) — старий, старець, старійшина, старший, старшина, староста, світський або духовний керівник і пастир.

## Доісламська Аравія
Слово шейх вживалося в доісламській Аравії вже задовго до народження пророка Мухаммада. В ті далекі часи це слово значило просто старшого, старійшину роду, старшину племені. Так само як і в інших куточках світу найважливіші питання суспільного життя прийнято було вирішувати на раді старійшин, тобто раді старших, наймудріших членів племені. В арабомовних спільнотах світу таке значення слова шейх, поряд з іншими збереглось до нашого часу.

## Іслам
З поширенням ісламського віровчення шейхами також стали називати наймудріших і найповажніших людей з точки зору ісламського віровчення, що можна порівняти з вживанням назв отець і старець серед прихильників християнського віровчення.
Керівник  ордену дервішів або іншої організації в ісламі, почесне звання мусульманського духовенства, знавців та викладачів релігійних дисциплін, людей відомих своїм благочестям. В суфізмі шейх — наставник (муршид), під керівництвом якого проходили підготовку починаючі суфії, а з 12 століття — також голова суфійського братства — таріка.
В арабських країнах шейхом також називають голову роду чи племені, сільського старосту.